# Anenský potok (přítok Novohradky)
Anenský potok je levostranný přítok řeky Novohradky v okrese Chrudim v Pardubickém kraji. Délka toku činí 11,8 km. Plocha povodí měří 21,3 km².

## Průběh toku
Anenský potok pramení severovýchodně od Lažan v nadmořské výšce okolo 415 m. Nejprve směřuje na severozápad. V polích a lukách mezi Skutčí, Zbožnovem a Štěpánovem (katastrální území Skuteč a Štěpánov u Skutče) napájí dva větší rybníky. Pod Štěpánovem se údolí potoka prohlubuje a jeho tok se obrací na sever. V tomto úseku protéká přírodní rezervací Anenské údolí. Níže po proudu se nachází obec Hroubovice, pod níž se potok stáčí na severovýchod k osadám Bělá a Radim. Pod Radimí se vlévá zleva do řeky Novohradky na jejím 24,3 říčním kilometru v nadmořské výšce 278 m.

### Větší přítoky
Za zmínku stojí pouze bezejmenný levostranný přítok odvodňující území severozápadně od Skutče a pramen u kostela Sv. Anny (Skutečské lázně).

## Vodní režim
Průměrný průtok u ústí činí 0,10 m³/s.